# Bulbine narcissifolia
Bulbine narcissifolia là một loài thực vật có hoa trong họ Thích diệp thụ. Loài này được Salm-Dyck miêu tả khoa học đầu tiên năm 1834.